# Portal, North Dakota
Portal är en ort i Burke County i delstaten North Dakota, USA.